# Schnellhefter

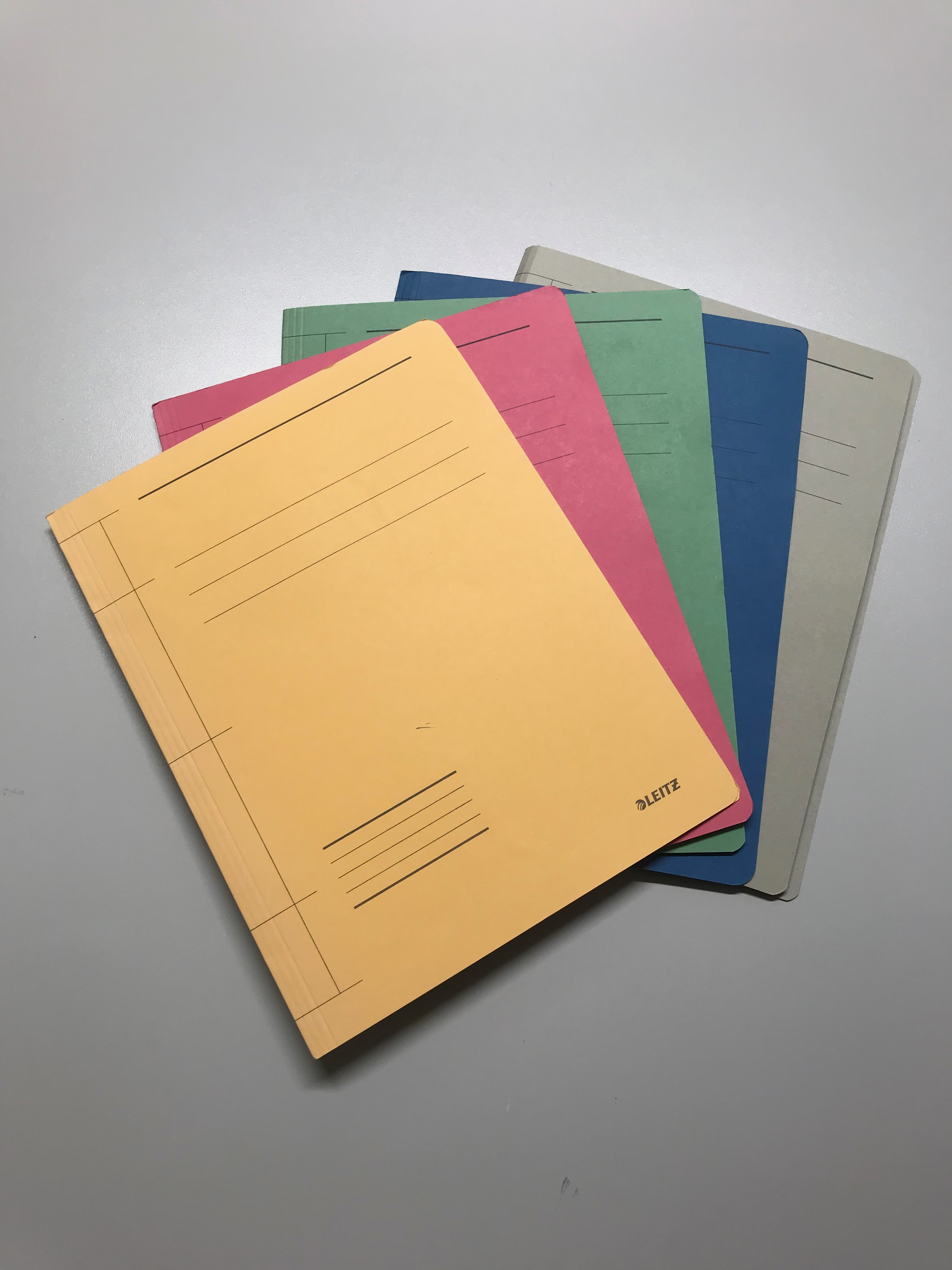
Karton-Schnellhefter in verschiedenen Farben

Ein Schnellhefter (umgangssprachlich: „Hefter“) ist ein Behälter für gelochtes Schriftgut, meist Einzelakten, das von einem Aufreihband und einem Abdeckstreifen gehalten wird. Ein Schnellhefter besteht üblicherweise aus einem stabilen Papierstück (z. B. Pappe oder Pressspan) oder einem anderen dünnen, aber festen Material (wie etwa Kunststoff), das ungefähr in der Mitte gefaltet ist. In Büros werden entweder in einem Schreibtischauszug oder in einem Aktenschrank (Registratur) aufbewahrt.

## Schriftgutablage mit Schnellheftern

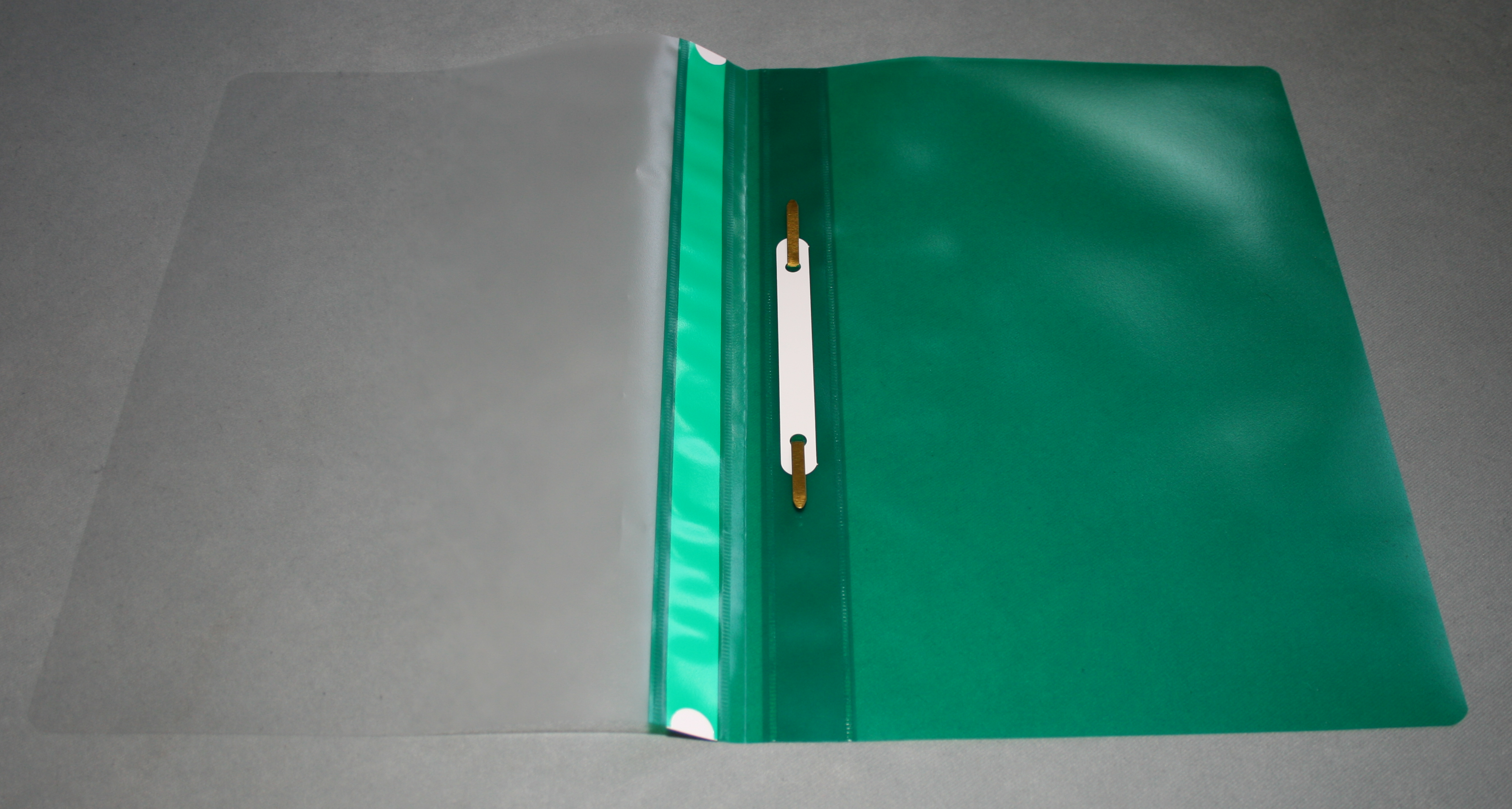
Kunststoffschnellhefter

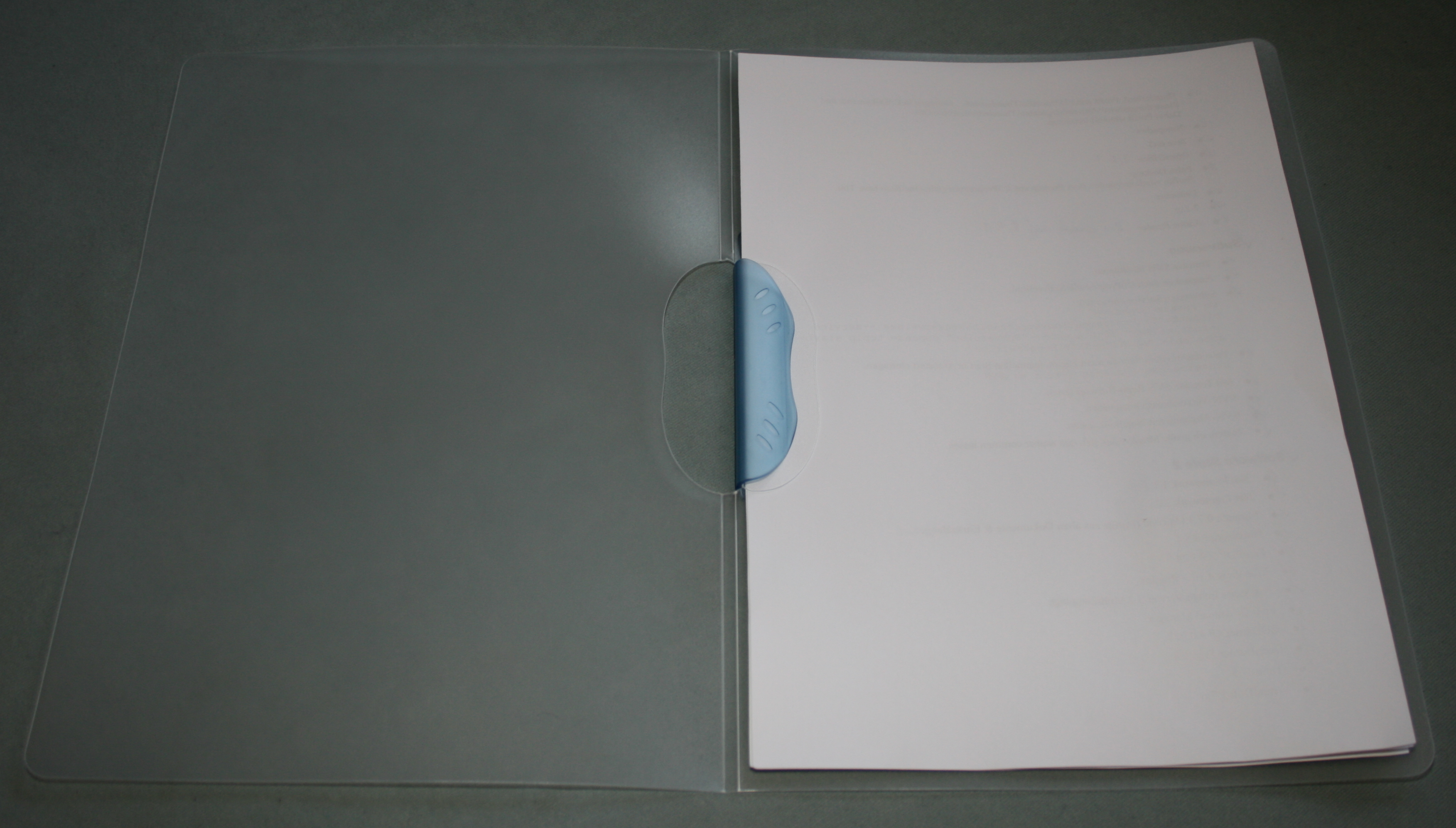
Clip-Hefter mit Papier

Schnellhefter werden entweder liegend oder hängend aufbewahrt. Wegen der besseren Übersichtlichkeit und des leichteren Zugriffs wird in Büros allgemein die hängende Aufbewahrung bevorzugt. Am gebräuchlichsten sind die Hängeregistratur mit Blick auf den Rücken des Hefters und Zugriff von oben sowie die Pendelregistratur mit Blick auf die Schmalseite der seitlich (lateral) nebeneinander angeordneten Hefter und Zugriff von vorn. Die liegende Ablage aufeinandergestapelter Schnellhefter ist selten. 
Die Hefter oder auch Mappen (ohne Heftvorrichtung) des als Hängeregistratur bezeichneten Systems hängen an zwei Punkten, sogenannten Hängenasen, hintereinander in einem ausziehbaren Rahmen im Schreibtisch oder im Schrank. Seltener sind Hängekörbe, die bei Bedarf in die Nähe des Bearbeiters oder der Bearbeiterin geholt werden. Gekennzeichnet werden die Schnellhefter mit aufsteckbaren Reitern oder Organisationsleisten.
Die Schnellhefter einer Pendelregistratur hängen mit nur einem etwa in der Mitte ihres Rückens angebrachten Aufhängepunkt an einer sogenannten Pendelstange. Um sie zu entnehmen, werden sie nach unten gekippt und aus dem Schrank gezogen. Beim Einhängen in die Schiene sind sie schräg zu halten. Lässt man sie los, pendeln sie durch das eigene Gewicht selbsttätig zurück.
Als Schnellhefter werden gelegentlich auch Klemm- oder Clipmappen bezeichnet, die meist aus Kunststoff oder Pappe bestehen.

## Erfinder
Der Erfinder des Schnellhefters ist der hessische Kommunalbeamte Carl Gladitz. Dem Kaiserlichen Patentamt legte er zwischen 1895 und 1897 mehrere Patentanträge vor.

„Eine Sammelmappe mit umbiegbaren Blechrändern, die durch die Anordnung von möglichst dicht aufliegenden federnden Schiebern auf einer Deckleiste, zum Zwecke, je nach Stärke der Einlagen die Blechbänder in ihrer umgebogenen Stellung festlegen und ein Lockern unmöglich machen“

Die unter seiner Mitwirkung gegründete Stolzenberg, Deutsche Bureau-Einrichtungsgesellschaft mbH beschäftigte bis zu 500 Mitarbeiter und war in den 1920er Jahren der führende Büroausstatter Deutschlands. Im Verlauf der wechselvollen Firmengeschichte kam es zu mehreren Standortverlagerungen und Umfirmierungen, 2001 zum Konkurs.

## Verwendung
Schnellhefter werden sowohl in kaufmännischen Betrieben, in Behörden, Schulen und anderen Bildungseinrichtungen wie auch privat genutzt, um Schriftstücke geordnet aufzubewahren und sie vor Beschädigung zu schützen. Bedruckte Schnellhefter werden außerdem als Werbemittel verwendet.

## Marken
Als die bekanntesten Marken von Schnellheftern in Deutschland gelten Leitz aus Stuttgart, die Hameling GmbH aus Gelsenkirchen mit der Marke ELBA und die Pelikan AG mit der Marke Herlitz aus Berlin.

## Bilder

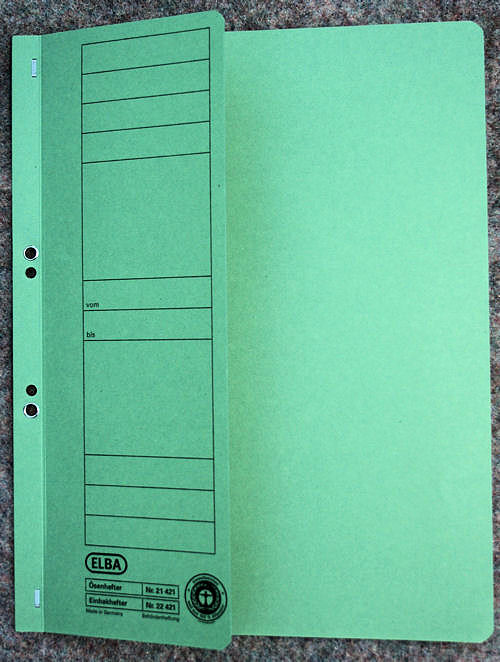
Ösenhefter mit halbem Vordeckel
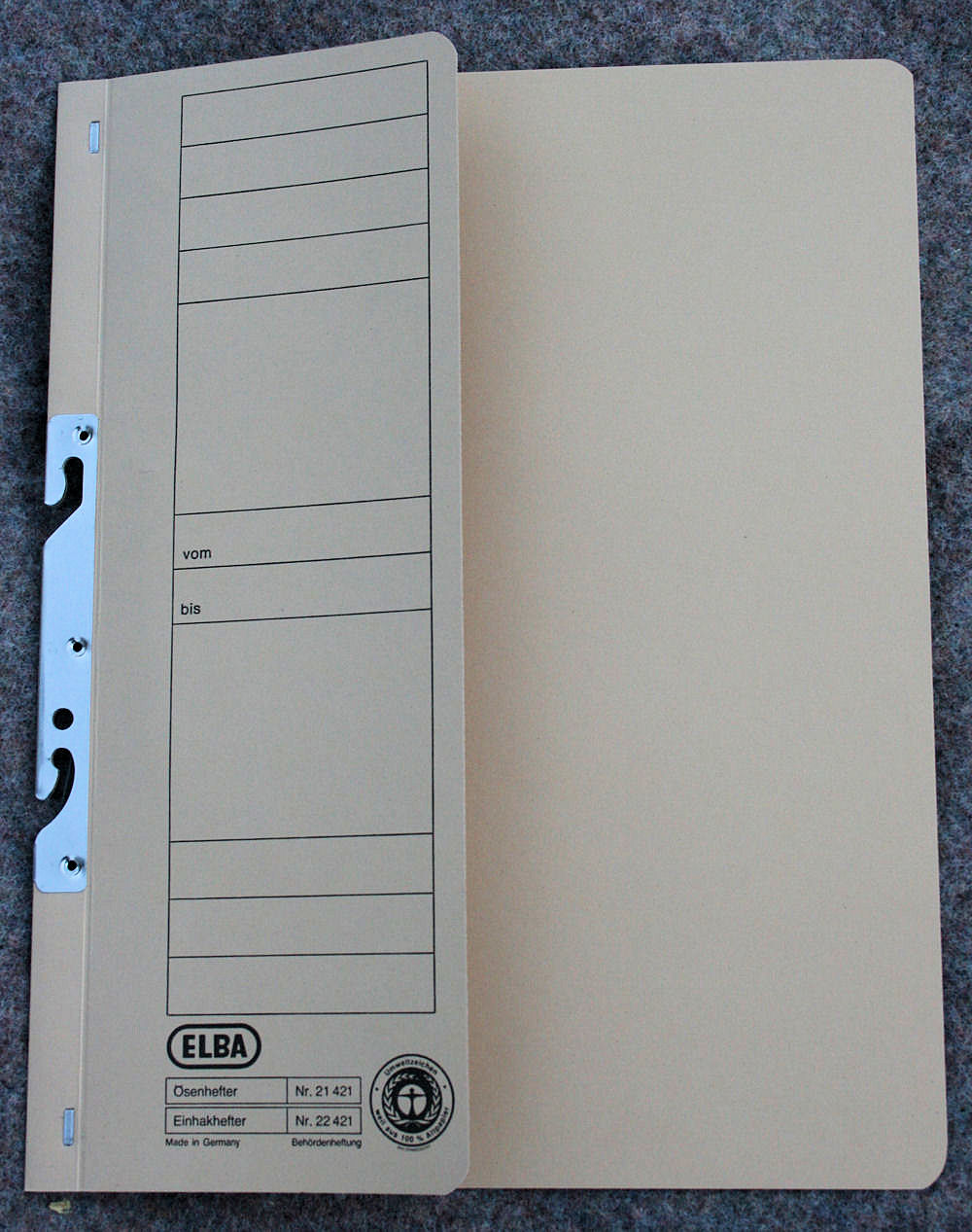
Einhakhefter mit halbem Vordeckel
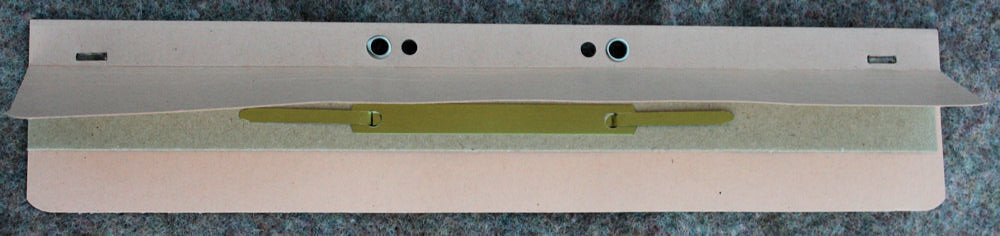
Schmalschnellhefter
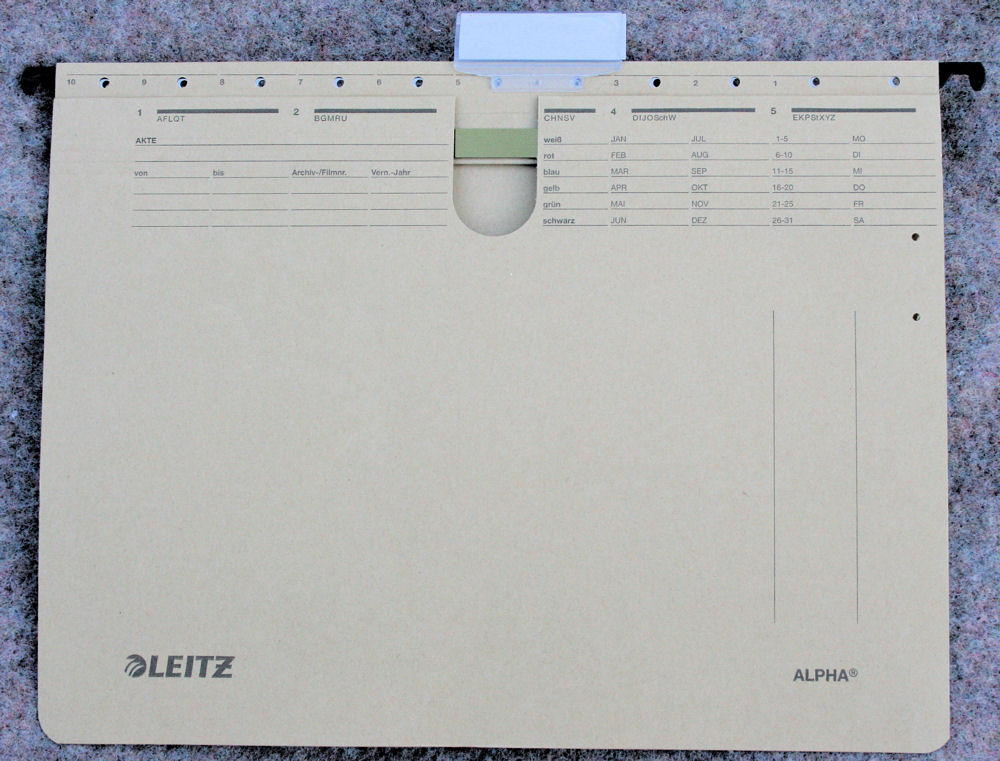
Hängehefter mit Vollsichtreiter zur Beschriftung
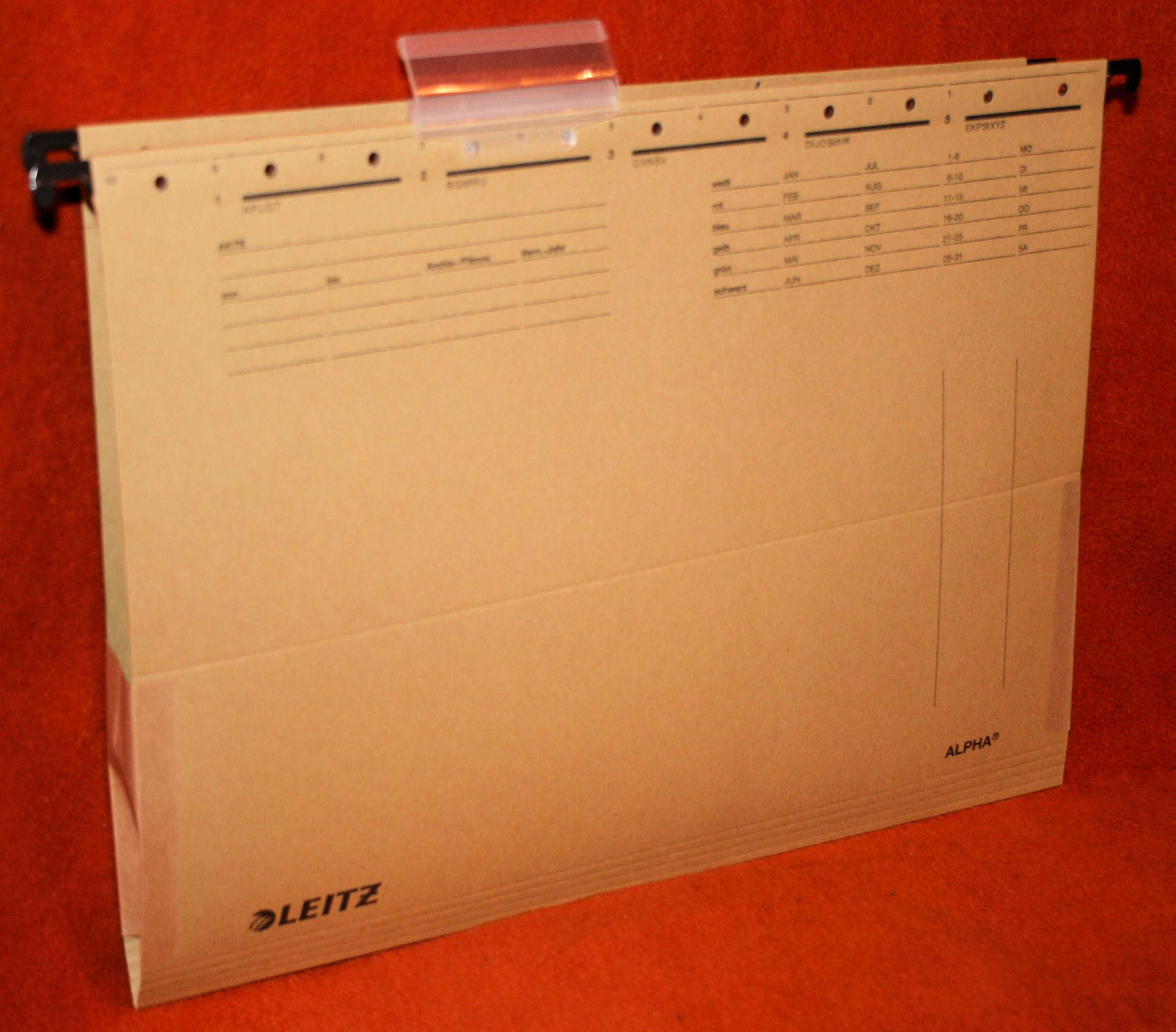
Hängetasche, seitlich geschlossen, mit Fröschen